# Kyoto Animation
Kyoto Animation (京都アニメーション, Kyōto Animēshon, a vegades abreujat com KyoAni) és un estudi d'animació i editoral de novel·les lleugeres, ubicat en la Prefectura de Kyoto a Uji, Japó.
Kyoto Animation ha produït sèries i pel·lícules d'animació, com ara Suzumiya Haruhi no Yūutsu (La malenconia de Haruhi Suzumiya, 2006), Clannad (2007), K-ON! (2009), Nichijou (2011), Free! (2013), Sound! Euphonium (2015), Koe No Katachi (La forma d'una veu, 2016) i Violet Evergarden (2018).

## Orígens
L'empresa fou fundada a Uji l'any 1981 per part d'antics treballadors de Mushi Production, establint-se com a companyia el 1985 i com a corporació el 1999. Durant la seva primera etapa, Kyoto Animation es va limitar a donar suport a altres estudis, col·laborant en la producció de diferents títols. Presidida per Hideaki Hatta, la companyia és afiliada a Sunrise. Encara que fou fundada el 1985, Kyoto Animation no va començar a produir els seus propis títols fins al març del 2003 i solament ha produït 7 animes fins a l'actualitat, cinc d'ells convertint-se en sèrie televisives i ha col·laborat en la producció de Kiddy Grade, InuYasha, Nurse Witch Komugi, Tenchi Universe, i Generator Gawl.
La companyia ha aconseguit un gran respecte entre els fans degut a la seva dedicació de produir animes d'alta qualitat. La seva sèrie més famosa fou Suzumiya Haruhi no Yūutsu (La malenconia de Suzumiya Haruhi).

## L'incident de l'incendi provocat
Al voltant de les 10.31 a. m. del 18 de juliol del 2019, Shinji Aoba, un home de 41 anys, va entrar per la porta principal de l'edifici "Studio 1" de Kyoto Animation, en el barri de Fushimi, amb uns 40 litres de gasolina amb els quals va ruixar l'àrea i a diversos empleats abans de prendre's foc. L'explosió i l'incendi causats van matar a 36 persones, va ferir a altres 33 i va destruir la majoria dels materials i ordinadors en l'Estudi 1. Després de calar-se foc mentre encenia el combustible, el sospitós va intentar fugir, però va ser detingut per la policia a uns 100 metres de l'edifici. Els testimonis van declarar que ho van sentir acusar l'estudi de plagi.
Després d'esperar la seva recuperació de cremades potencialment mortals durant més de deu mesos, la policia ho va arrestar sota sospita d'assassinat i altres delictes menors el 27 de maig de 2020, i va ser acusat formalment el 16 de desembre de 2020.
És una de les massacres més mortíferes al Japó des del final de la Segona Guerra Mundial, l'incendi d'edificis més mortífer al Japó des de l'incendi de l'edifici Myojo 56 de 2001, i la primera massacre que ha ocorregut en un estudi associat amb una companyia d'entreteniment.
A més de les condolences i els missatges de suport dels líders mundials i nacionals, els fanàtics i les empreses van recaptar més de ¥ 3.3 mil milions al Japó i més de 2.3 milions de dòlars a nivell internacional per a ajudar l'estudi i els seus empleats a recuperar-se. Com a resultat de l'incident, alguns treballs i col·laboracions de l'estudi es van retardar, i diversos esdeveniments van ser suspesos o cancel·lats.

## Sèries produïdes

### Sèries de televisió
Full Metal Panic? Fumoffu
- Temps emesa: 26 d'agost del 2003 - 18 de novembre del 2003
- Gènere: Comèdia, Ecchi, Amor romàntic, Shōnen
- Episodis: 12 x 24 minuts

Adaptació de la sèrie Full Metal Panic!.
Air
- Temps emesa:: 6 de gener del 2005 - 31 de març del 2005
- Gènere: Drama, Fantasia, Amor romàntic
- Episodis: 13 x 24 minuts (+ 2 x 24 minuts Air a l'estiu)

Adaptació de Key.
Full Metal Panic!: The Second Raid
- Temps emesa: 13 de juliol del 2005 - 19 d'octubre del 2005
- Gènere: Comèdia, Ecchi, Mecha, Militar, Amor romàntic, Shōnen
- Episodis: 13 x 24 minuts (+ 1 x 24 minuts OVA)

Adaptació de Full Metal Panic!.
Suzumiya Haruhi no Yūutsu (La malenconia de Haruhi Suzumiya)
- Temps emesa: 2 d'abril del 2006 - 2 de juliol del 2006
- Gènere: Comèdia, Misteri, Ciència-ficció
- Episodis: 14 x 24 minuts

Adaptació de les sèries de novel·les lleugeres.
Kanon
- Temps emesa: 5 d'octubre del 2006 - 15 de març del 2007
- Gènere: Comèdia, Drama, Fantasia, Amor romàntic
- Episodis: 24 x 24 minuts
- Aquesta sèrie és la segona adaptació de Key. El primer va ser creat per Toei animation el 2002.

Lucky ☆ Star
- Temps emesa: 8 d'abril del 2007 - 16 de setembre del 2007
- Gènere: Comèdia, Seinen
- Episodis: 24 x 24 minuts

Adaptació del manga d'en Kagami Yoshimizu.
Clannad
- Temps emesa: 4 d'octubre del 2007 - 27 de març del 2008
- Gènere: Comèdia, Drama, Fantasia, Amor romàntic
- Episodis: 23 x 24 minuts (+ 1 x 24 minuts OVA)

Una altra adaptació d'una novel·la visual feta per Key.
Haruhi Suzumiya - Segona Temporada
- Temps emesa: (En producció)
- Gènere: Comèdia, Misteri, Ciència-ficció

Adaptació de les sèries de novel·les lleugeres.
Clannad After Story
- Temps emesa: (En producció)
- Gènere: Comèdia, Drama, Fantasia, Amor romàntic

Seqüela de Clannad, adaptació de la novel·la visual feta per Key.

### Altres produccions
Munto
- Distribuïda: 14 d'abril del 2003 - 20 d'abril del 2003
- Gènere: Fantasia, Aventura
- Episodis: 1 x 52 minuts

Munto va ésser un OVA que inicialment va ser distribuïda online en 3 parts.
Munto 2: Beyond the Walls of Time (Munto: Darrere les Parets del Temps)
- Distribuïda: 2004
- Gèneres: Fantasia, Aventura
- Episodis: 1 x 58 minuts

Munto 2 fou distribuïda online en 2 parts.
Kyoto Animation també ha estat involucrada en altres sèries com Kiddy Grade, InuYasha, Nurse Witch Komugi, Tenchi Universe i Generator Gawl.